# Junior Eurovision Song Contest 2009

Deltagande länder
Länder som deltog tidigare år men inte 2009

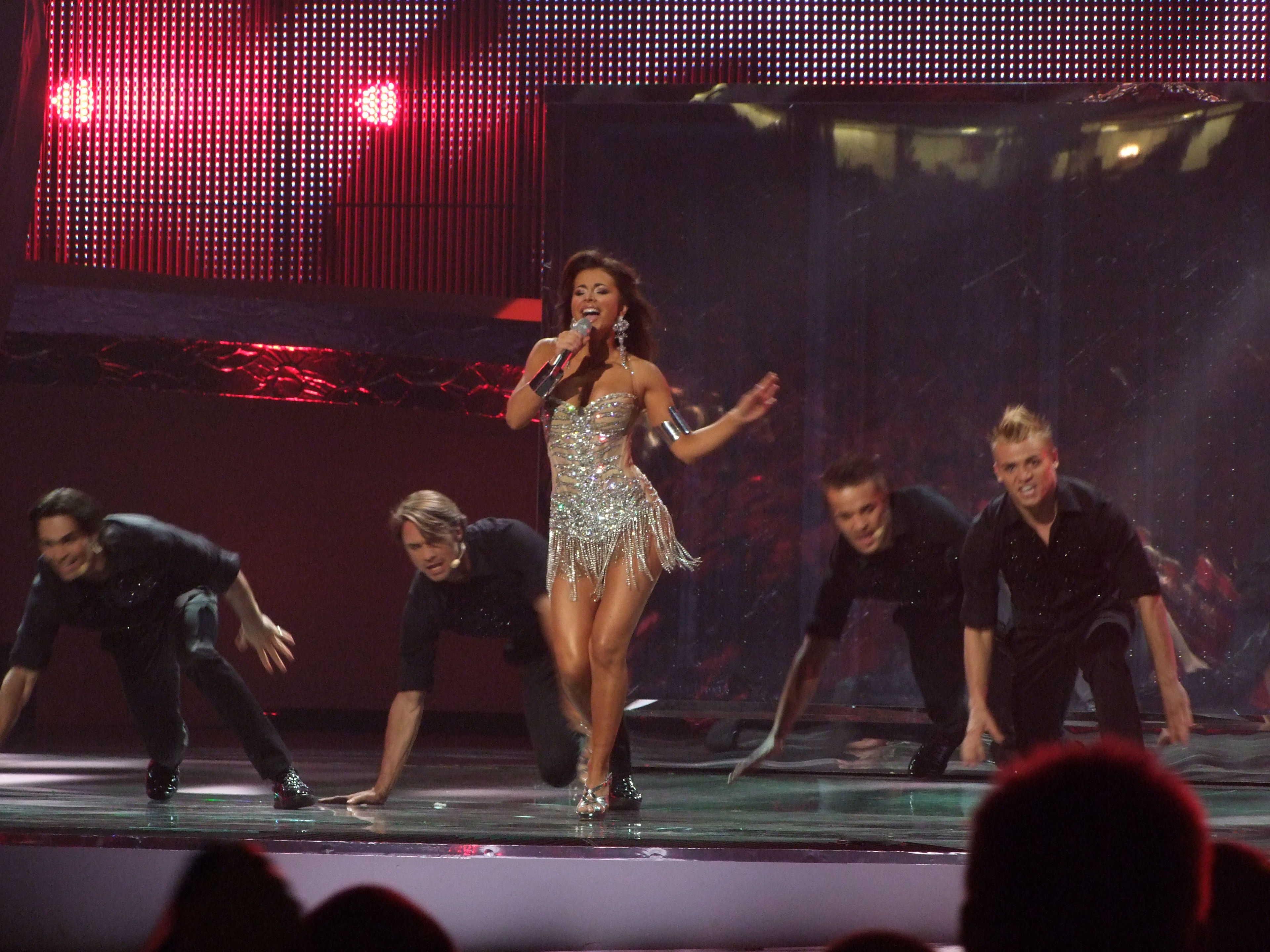
Ani Lorak ledde tävlingen tillsammans med Timur Miroshnychenko. Här syns hon under Eurovision Song Contest 2008.

Junior Eurovision Song Contest 2009 var den sjunde upplagan av musiktävlingen Junior Eurovision Song Contest, och anordnades den 21 november 2009 i Ukrainas huvudstad Kiev, med Ani Lorak och Timur Miroshnychenko som programledare. Tävlingen vanns av den då 14-åriga Ralf Mackenbach för Nederländerna med "Click Clack". Tillsammans med Vincenzo Cantiello, som tävlade för Italien 2014, är han den äldsta som har vunnit tävlingen. Andra plats gick till Armenien och Ryssland.

## Arrangemnaget

### Värdlandet
Den Europeiska radio- och TV-unionen (EBU) bjöd in intresserade tevebolag till att anmäla sitt intresse om att få stå värd för 2009 års tävling redan under sommaren 2007, varav tre länder skickade in sin ansökan; Serbien, Ukraina och Vitryssland. Efter ett flertal överläggningar av EBU valdes Ukraina som värdland och NTU tilldelades rätten att arrangera tävlingen.

### Plats
Kiev (ukrainska: Київ, Kyjiv; ryska: Киев, Kiev) är huvudstad och största stad i Ukraina. Den är belägen i den centrala norra delen av landet vid floden Dnepr, och folkmängden uppgår till cirka 2,8 miljoner invånare. Kiev är en egen administrativ enhet under statligt direktstyre och ingår därför inte i något av landets oblast. Den fungerar däremot som administrativ huvudort för Kiev oblast, som är det oblast som omger staden. Staden är ett viktigt industriellt, vetenskapligt, pedagogiskt och kulturellt centrum i Östeuropa. Det är platsen för många högteknologiska industrier, högskolor men även historiska minnesmärken. Staden har en omfattande infrastruktur och ett väl utvecklat kollektivtrafiksystem, däribland Kievs tunnelbana. Kiev klassificerades 2004 som en beta-världsstad.
Palace of Sports stod värd för Eurovision Song Contest 2005 och tilldelades även äran att få stå värd för juniortävlingen 2009. Arenan invigdes 1960 och tar cirka 10 000 åskådare vid konsterter. Den har renoverats vid två tillfällen sedan invigningen; 1982 och 2011.

## Händelser

### Tävlingen nära ställas in
Den 12 november 2009 meddelade Ukrainas vice premiärminister Ivan Vasiunyk att, efter en tids oro, tävlingen inte skulle komma att skjutas upp. Diskussioner om detta hade tidigare uppkommit då en influensapandemi, den som även drabbade Sverige och övriga Europa, drabbat stora delar av landet.

## Deltagande länder
EBU presenterade den officiella deltagarlistan för tävlingen den 8 juni 2009. 13 länder var bekräftade för tävlingen, vilket då var det lägsta antalet deltagande länder någonsin. Sverige återvände till tävlingen efter ett års uppehåll, medan Bulgarien, Grekland och Litauen avstod från tävlan efter att ha medverkat 2008, delvis på grund av ekonomiska problem gällande det grekiska tevebolaget ERT, men också på grund av låga tittarsiffror gällande alla tre.
Utöver de 13 deltagande länderna sändes tävlingen även i Australien (SBS), Azerbajdzjan (ITV) samt Bosnien och Hercegovina (BHRT).

## Resultat
| Nr | Land          | Språk               | Artist                                                         | Bidrag                 | Plac. | Poäng |
| -- | ------------- | ------------------- | -------------------------------------------------------------- | ---------------------- | ----- | ----- |
| 01 | Sverige       | Mimmi Sandén        | "Du"                                                           | svenska                | 6     | 68    |
| 02 | Ryssland      | Ekaterina Ryabova   | "Malenkiy prints" (Маленький принц)                            | ryska                  | 2     | 116   |
| 03 | Armenien      | Luara Hayrapetyan   | "Barcelona" (Բարսելոնա)                                        | armeniska              | 2     | 116   |
| 04 | Rumänien      | Ioana Anuța         | "Ai puterea în mâna ta"                                        | rumänska               | 13    | 19    |
| 05 | Serbien       | Ništa lično         | "Onaj pravi" (Онаj прави)                                      | serbiska               | 10    | 34    |
| 06 | Georgien      | Princesses          | "Blue Bird"                                                    | georgiska              | 6     | 68    |
| 07 | Nederländerna | Ralf Mackenbach     | "Click Clack"                                                  | nederländska, engelska | 1     | 121   |
| 08 | Cypern        | Rafaella Kosta      | "Thalassa, ilios, aeras, fotia" (Θάλασσα, ήλιος, αέρας, φωτιά) | grekiska               | 11    | 32    |
| 09 | Malta         | Francesca & Mikaela | "Double Trouble"                                               | engelska               | 8     | 55    |
| 10 | Ukraina       | Andranik Alexanyan  | "Try topoli, try surmy" (Три тополі, три сурми)                | ukrainska              | 5     | 89    |
| 11 | Belgien       | Laura Omloop        | "Zo verliefd (Yodelo)"                                         | nederländska           | 4     | 113   |
| 12 | Vitryssland   | Yuriy Demidovich    | "Volshebniy krolik" (Волшебный кролик)                         | ryska                  | 9     | 48    |
| 13 | Makedonien    | Sara Markoska       | "Za ljubovta" (За љубовта)                                     | makedonska             | 12    | 31    |

## Poängtabeller
|   |                                                                                                | Resultat |          |          |         |          |               |        |       |         |         |         |                |    |    |
| Σ | Sverige                                                                                        | Ryssland | Armenien | Rumänien | Serbien | Georgien | Nederländerna | Cypern | Malta | Ukraina | Belgien | Belarus | Nordmakedonien |    |    |
| D | Sverige                                                                                        | 68       |          | 4        | 5       | 2        | 5             | 3      | 6     | 2       | 5       | 4       | 7              | 5  | 8  |
| D | Ryssland                                                                                       | 116      | 6        |          | 10      | 8        | 10            | 7      | 7     | 10      | 7       | 12      | 8              | 12 | 7  |
| D | Armenien                                                                                       | 116      | 10       | 12       |         | 6        | 7             | 12     | 10    | 12      | 6       | 10      | 10             | 8  | 1  |
| D | Rumänien                                                                                       | 19       | 1        |          |         |          |               |        | 1     |         | 2       |         |                |    | 3  |
| D | Serbien                                                                                        | 34       | 2        | 1        | 3       | 3        |               | 2      |       | 3       |         | 3       |                | 1  | 4  |
| D | Georgien                                                                                       | 68       | 3        | 5        | 6       | 7        | 1             |        | 4     | 7       | 10      | 6       | 5              | 2  |    |
| D | Nederländerna                                                                                  | 121      | 12       | 8        | 8       | 12       | 8             | 8      |       | 8       | 8       | 8       | 12             | 7  | 10 |
| D | Cypern                                                                                         | 32       | 7        | 3        | 2       | 1        |               | 1      |       |         | 1       |         | 2              | 3  |    |
| D | Malta                                                                                          | 55       |          | 2        | 4       | 4        | 4             | 4      | 8     | 4       |         | 1       | 6              | 4  | 2  |
| D | Ukraina                                                                                        | 89       | 4        | 7        | 12      | 10       | 2             | 10     | 5     | 5       | 4       |         | 3              | 10 | 5  |
| D | Belgien                                                                                        | 113      | 8        | 10       | 7       | 5        | 12            | 6      | 12    | 6       | 12      | 5       |                | 6  | 12 |
| D | Vitryssland                                                                                    | 48       |          | 6        | 1       |          | 3             | 5      | 3     | 1       |         | 7       | 4              |    | 6  |
| D | Makedonien                                                                                     | 31       | 5        |          |         |          | 6             |        | 2     |         | 3       | 2       | 1              |    |    |
| D | Alla länder tilldelades 12 poäng automatiskt Sveriges poäng baserades enbart på juryomröstning |          |          |          |         |          |               |        |       |         |         |         |                |    |    |

### 12 poäng
Nedan listas antalet tolvor ett land fick av andra länder:
| Nr | Mottagande land | Röstande land                             |
| -- | --------------- | ----------------------------------------- |
| 4  | Belgien         | Makedonien, Malta, Nederländerna, Serbien |
| 3  | Armenien        | Cypern, Georgien, Ryssland                |
| 3  | Nederländerna   | Belgien, Rumänien, Sverige                |
| 2  | Ryssland        | Ukraina, Vitryssland                      |
| 1  | Ukraina         | Armenien                                  |

- Alla länder fick 12 poäng i början av omröstningen för att undvika att något land skulle hamna på noll poäng.

## Kommentatorer och röstavlämnare

### Kommentatorer
- Armenien – Gohar Gasparyan (Armenia 1)
- Belgien – André Vermeulen (VRT), Maureen Louys och Jean-Louis Lahaye (RTBF)
- Bosnien och Hercegovina – Dejan Kukrić (BHT 1)
- Cypern – Kyriakos Pastides (CyBC)
- Georgien – Sophia Avtunashvili (GPB)
- Makedonien – Dime Dimitrovski (MRT)
- Malta – Valerie Vella (TVM)
- Nederländerna – Sipke Jan Bousema (AVRO)
- Rumänien – Ioana Isopecu and Alexandru Nagy (TVR)
- Ryssland – Olga Shelest
- Serbien – Duška Vučinić-Lučić (RTS2)
- Sverige – Johanna Karlsson (TV4)
- Ukraina – Mariya Orlova (NTU)
- Vitryssland – Denis Kuryan (Belarus 1)

### Röstavlämnare
Nedan listas samtliga deltagande länders röstavlämnare i startordning:
- Sverige – Elise Mattison
- Ryssland – Philip Masurov
- Armenien – Razmik Arghajanyan
- Rumänien - Iulia Ciobanu
- Serbien – Nevena Božović (representerade Serbien 2007)
- Georgien – Ana Davitaia
- Nederländerna – Marissa Grasdijk (representerade Nederländerna 2008)
- Cypern – Yorgos Ioannides (representerade Cypern 2007)
- Malta – Daniel Testa (Represented Malta in 2008)
- Ukraina – Marietta
- Belgien – Oliver Symons (representerade Belgien 2008)
- Vitryssland — Arina Aleshkevich
- Makedonien – Jovana Krstevska

## Album
Junior Eurovision Song Contest 2009: Kyiv-Ukraine, är ett samlingsalbum ihopsatt av EBU och gavs ut i november 2009. Albumet innehåller alla låtar från 2009 års tävling.
| 1.           | Du                            | Mimmi Sandén (Sverige)          | 2:47  |
| 2.           | Malenkiy prints               | Ekaterina Ryabova (Ryssland)    | 2:46  |
| 3.           | Barcelona                     | Luara Hayrapetyan (Armenien)    | 2:44  |
| 4.           | Ai puterea în mâna ta         | Ioana Anuța (Rumänien)          | 2:40  |
| 5.           | Onaj pravi                    | Ništa lično (Serbien)           | 2:49  |
| 6.           | Blue Bird                     | Group Princesses (Georgien)     | 2:45  |
| 7.           | Click Clack                   | Ralf Mackenbach (Nederländerna) | 2:45  |
| 8.           | Thalassa, ilios, aeras, fotia | Rafaella Costa (Cypern)         | 2:45  |
| 9.           | Double Trouble                | Francesca & Mikaela (Malta)     | 2:35  |
| 10.          | Try topoli, try surmy         | Andranik Alexanyan (Ukraina)    | 2:44  |
| 11.          | Zo verliefd (Yodelo)          | Laura Omloop (Belgien)          | 2:30  |
| 12.          | Volshebniy krolik             | Yuriy Demidovich (Vitryssland)  | 2:38  |
| 13.          | Za ljubovta                   | Sara Markoska (Makedonien)      | 2:43  |
| Total längd: | Total längd:                  | Total längd:                    | 35:11 |

| 1.           | Du (Instrumental version)                            | Mimmi Sandén (Sverige)          | 2:47  |
| 2.           | Malenkiy prints (Instrumental version)               | Ekaterina Ryabova (Ryssland)    | 2:46  |
| 3.           | Barcelona (Instrumental version)                     | Luara Hayrapetyan (Armenien)    | 2:44  |
| 4.           | Ai puterea în mâna ta (Instrumental version)         | Ioana Anuța (Rumänien)          | 2:40  |
| 5.           | Onaj pravi (Instrumental version)                    | Ništa lično (Serbien)           | 2:49  |
| 6.           | Blue Bird (Instrumental version)                     | Group Princesses (Georgien)     | 2:45  |
| 7.           | Click Clack (Instrumental version)                   | Ralf Mackenbach (Nederländerna) | 2:45  |
| 8.           | Thalassa, ilios, aeras, fotia (Instrumental version) | Rafaella Costa (Cypern)         | 2:45  |
| 9.           | Double Trouble (Instrumental version)                | Francesca & Mikaela (Malta)     | 2:35  |
| 10.          | Try topoli, try surmy (Instrumental version)         | Andranik Alexanyan (Ukraina)    | 2:44  |
| 11.          | Zo verliefd (Yodelo) (Instrumental version)          | Laura Omloop (Belgien)          | 2:30  |
| 12.          | Volshebniy krolik (Instrumental version)             | Yuriy Demidovich (Vitryssland)  | 2:38  |
| 13.          | Za ljubovta (Instrumental version)                   | Sara Markoska (Makedonien)      | 2:43  |
| Total längd: | Total längd:                                         | Total längd:                    | 35:11 |